# Erythroxylum coca
Erythroxylum coca, de nombre común coca (del quechua: kuka), es una especie sudamericana de la familia de las eritroxiláceas, originaria de las escarpadas estribaciones de los Andes amazónicos. Es una especie cultivada originaria de los Andes de Bolivia, Colombia, Ecuador, Chile, Perú y zonas occidentales del noroeste de Argentina pero también crece de manera silvestre.
La planta de coca ha tenido y tiene un papel importante en las culturas andinas, ya que es utilizada durante diversas ocasiones: trabajo agrícola, faena comunal, minero, construcción, marcado de animales, artesanías, hogar, fiestas costumbristas, patronales, carnavales, ofrendas, misas, velorios y entierros. También es utilizada por sus propiedades medicinales y nutritivas. Finalmente, las hojas también son utilizadas para la adivinación y con fines apotropaicos (o de protección).
Es utilizada en todos estos aspectos desde hace miles de años por culturas prehispánicas andinas como las muisca, aimara y quechua; así como culturas amazónicas. La planta de coca se hizo conocida en el mundo entero por su alcaloide, el cual se obtiene mediante un proceso químico descubierto en el siglo XIX en Europa, el clorhidrato de cocaína (también llamado coca o cocaína), una sustancia que es un potente estimulante del sistema nervioso central y con alta tendencia a provocar dependencia. Desde 1885, extractos de la hoja de la coca han sido y vienen siendo utilizados en los productos Coca-Cola.

## Descripción
La planta de la coca es un arbusto que crece hasta los 2,5 m de altura, de tallos leñosos y hojas elipsoidales, medianas, muy fragantes y de color verde intenso. Sus flores son minúsculas y de color blanco. Sus frutos, de color rojo, no tienen pulpa ya que son como semillas de forma ovoide y miden alrededor de 1 cm de largo.

## Distribución y hábitat
Geográficamente, el cultivo de Erythroxylum coca o Erythroxylum coca var. coca se extiende desde Ecuador hasta Bolivia, a ambos lados de la cordillera. Esta variedad de coca no se encuentra presente en Colombia o en la selva baja o llano amazónico, como si ocurre con Erythroxylum novogranatense var. novogranatense (coca colombiana) y Erythroxylum coca var. ipadu (coca amazónica).
La coca crece adecuadamente en las tierras cálidas y húmedas de los Andes (región Yungas o Selva alta), en un rango de altitud que va desde los 500 hasta los 2000 m s.n.m. Sin embargo, cultivos en altura fuera de ese rango son posibles en determinadas regiones. Crece incluso bajo la sombra de grandes árboles en las regiones tropicales.

## Taxonomía
Erythroxylum coca fue descrita por Jean-Baptiste Lamarck y publicado en Encyclopédie Méthodique, Botanique 2: 393 en 1786.
Etimología
Erythroxylum: nombre genérico compuesto que viene del griego ἐρυθρός - eruthros, que significa 'rojo', y del griego ξύλον - xulon, que significa 'madera'.
coca: epíteto que proviene de la palabra quechua kuka que identifica la planta.

## Importancia económica y cultural

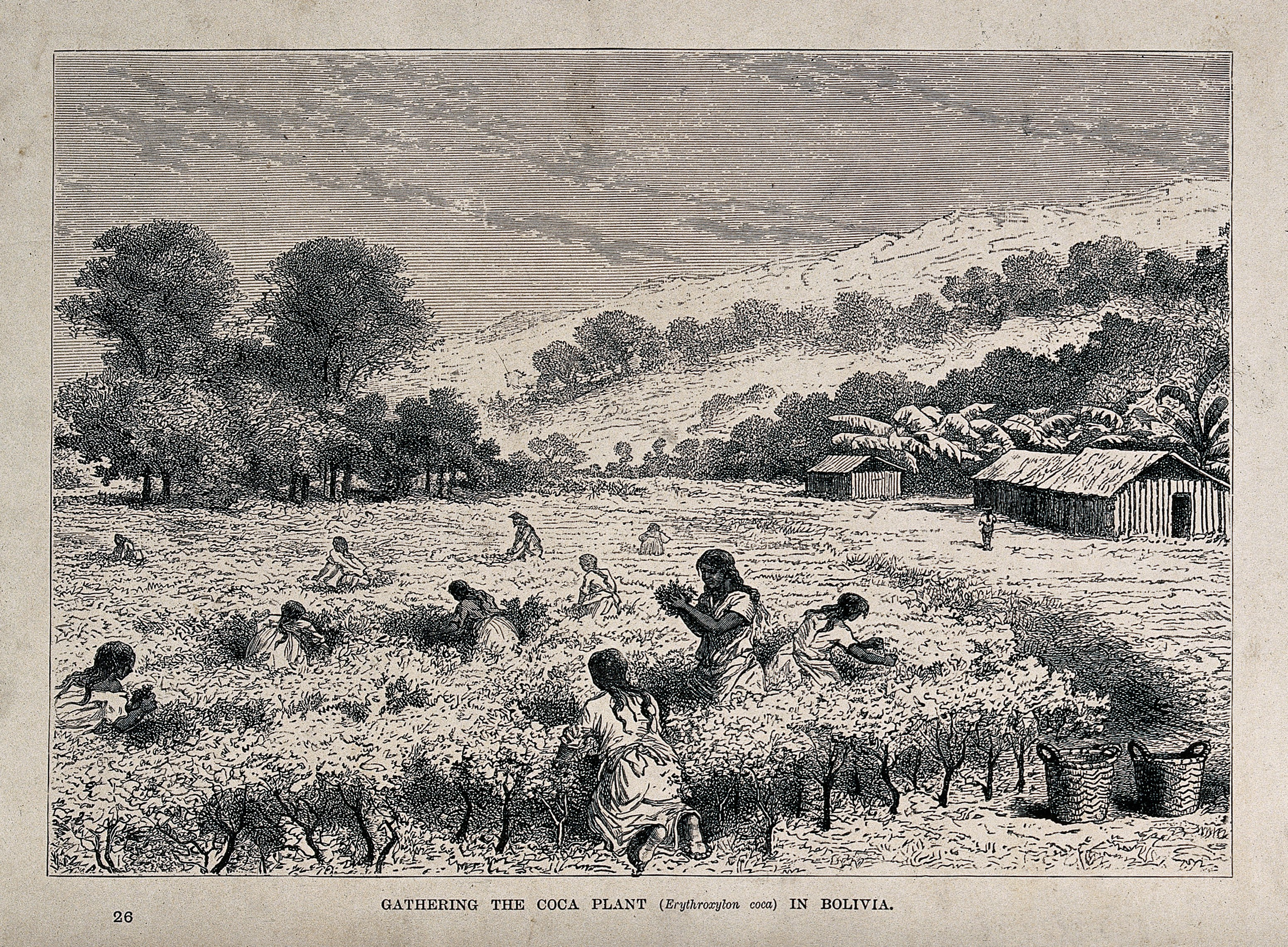
Mujeres recolectando hojas de coca en Bolivia, grabado en madera circa 1867

En Bolivia y Perú, las formas tradicionales de uso y consumo de la hoja de coca, así como su cultivo, son legales por parte de cada gobierno hasta cierta cantidad en toneladas y hectáreas para, justamente, evitar la producción de cocaína. Esta planta es apreciada por la mayoría de la población indígena de cada país, especialmente en las zonas rurales para hacer rituales de agradecimiento a la madre naturaleza. La coca se cosecha hasta tres veces al año de manera manual en la zona de las Yungas bolivianas (en el Departamento de La Paz, Bolivia), se cosecha 4 veces al año en el Chapare del Departamento de Cochabamba (Bolivia) y hasta seis veces en el Alto Huallaga (Perú). En Colombia, el cultivo de hoja de coca está prohibido en todas sus formas por parte del estado si se pasa de las 20 unidades o plantas; aun así, los indígenas en los resguardos de la Sierra Nevada de Santa Marta y en el Departamento del Cauca cultivan ciertas cantidades para sus rituales religiosos. Las hojas son arrancadas por el peciolo y secadas al sol para su posterior venta y comercialización. Una misma planta puede ser cosechada durante diez años.
El uso de las hojas de coca en el área andina se remonta, cuando menos, a unos seis mil años antes de nuestra era. Se han hallado evidencias arqueológicas y arqueobotánicas en varias culturas ubicadas en el Periodo Formativo como Valdivia hasta el Horizonte Tardío como la Inca. Hasta el día de hoy continúa siendo común su uso entre los actuales grupos indígenas y tradicionales de las zonas andinas del noroeste de Argentina, Bolivia, Chile, el sur de Colombia, Ecuador y Perú.
Hasta antes del surgimiento del imperio incaico (aproximadamente en el año 1400 de nuestra era), el uso de la coca estaba al alcance de la población en general. No obstante, en tiempo de los incas la coca pasó a ser controlada por el Estado inca y a ser considerada un artículo de lujo; y utilizada durante los ritos sacerdotales únicamente por los emperadores incas y nobles. Posteriormente, sin embargo, su consumo fue estimulado por los conquistadores españoles para extender las horas de trabajo de la mano de obra originaria y desde entonces su uso volvió a ser ampliamente difundido entre la población indígena de los Andes.[cita requerida]

### Acullicar
El chacchar, mambear, piqchar o acullicar (términos de idiomas originarios andinos) es el acto de introducir las hojas de coca en la boca y humedecerlas con saliva, formando un bolo, el cual se mantiene entre los dientes y la parte interna de los carrillos, para lentamente extraer las sustancias activas y estimulantes. Para lograr los efectos deseados, es necesario agregar periódicamente un poco de componente alcalino a la mezcla, usualmente ceniza alcalina (mayormente bicarbonato de calcio de origen vegetal). Esto se logra con la llipta, lliqta o toqra (un comprimido de ceniza en forma de panecillos o bloques fabricados de la ceniza del tallo de la quinua) o simplemente con la ayuda de un palillo previamente humedecido con saliva y sumergido en cal apagada dentro de un puru (en estos casos ocasionalmente se observa quemaduras en la mucosa bucal de algunos «acullicadores» que utilizan este sistema). Además de usarse para mitigar las sensaciones de hambre, sed o cansancio, puede usarse con fines rituales tradicionales y sociales. En este sentido, el 6 de diciembre de 2005, en Perú el Estado declaró oficialmente a los usos culturales tradicionales de la hoja de coca como patrimonio cultural inmaterial de la nación. Con esta medida, se buscaba darle oficialmente el valor cultural, social y espiritual del consumo tradicional de la hoja de coca, y legitimar su uso ancestral.
En Bolivia, akullicar es una práctica común en la dieta del boliviano promedio, esta costumbre no solo se restringe a la población indígena, también lo realizan los mestizos o blancos. Cabe la aclaración de que el consumo es mayor en la gente que vive en la zona occidental del país, correspondiente a los departamentos de La Paz, Oruro, Potosí, Chuquisaca y Cochabamba. Es muy frecuente que cuando se llega al aeropuerto de La Paz, personas que provienen de lugares bajos (es decir, que viven en alturas menores a 1000 metros sobre el nivel del mar) tengan que tomar té o mate de coca, ya que su consumo hace menos agresiva la permanencia en alturas superiores a los 3500 metros sobre el nivel del mar.

### Patrimonio cultural
En 2014 el Parlamento Andino durante su cuadragésima sesión en la localidad boliviana de Coroico declaró al chacchado de la hoja de coca como Patrimonio Cultural y Ancestral de los pueblos de Los Andes. En esta sesión participaron parlamentarios del Estado Plurinacional de Bolivia, la República de Colombia, la República del Ecuador y la República del Perú.

### Usos medicinales
La hoja de coca posee efectos medicinales que son utilizados en la medicina tradicional andina y amazónica como: analgésico gástrico y anorexígeno, contra el dolor de las hemorragias menstruales, contra picaduras de arácnidos e insectos, carminativo, antidiarreico, contra el mal de altura o soroche, contra el cansancio y la fatiga, digestivo, contra el dolor de muelas y contra el asma.
Desde los estudios farmacológicos, se han evaluado y confirmado los siguientes efectos biológicos de la hoja de coca: estimulante del sistema nervioso central, antioxidante, antiartrítico (reduce la resorción ósea), antiviral, antibacteriano, citotóxico, analgésico, contra el mal de altura, anestésico, hemostático, cardiotónico, antianémico, actividad anoréxica, hipoglucemiante, y antiulcerogénico.

### Usos rituales

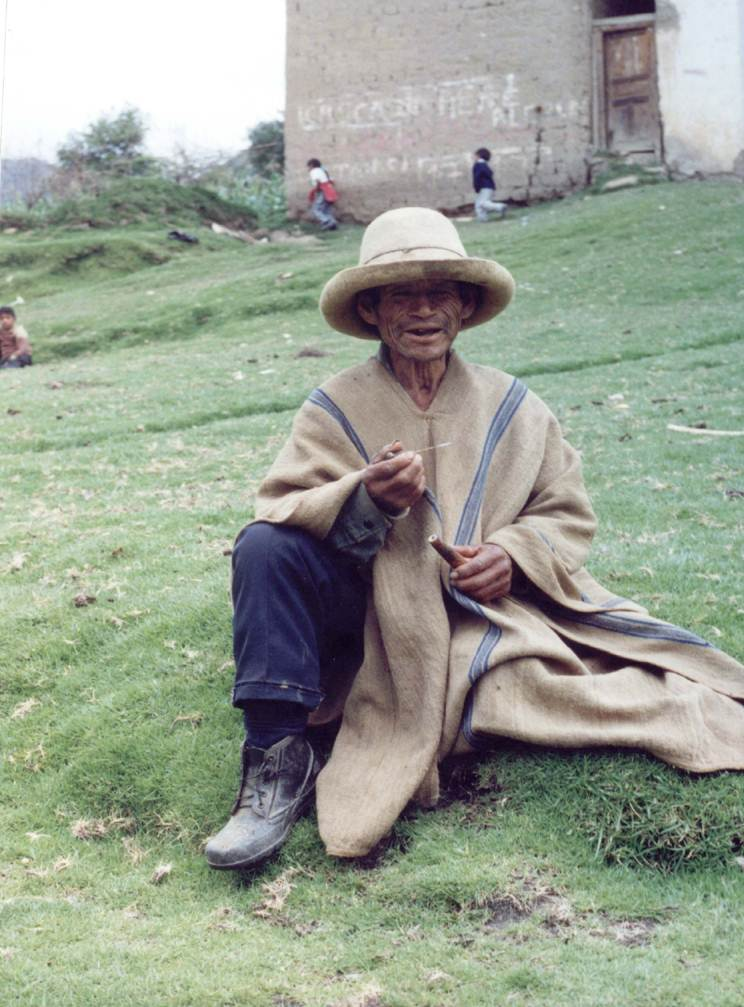
Campesino de Piscobamba chacchando coca desde un puru. Es una costumbre ancestral, da vigor, y según ellos, presagia el porvenir.

En términos de la población originaria y rural de los Andes, la hoja de coca es considerada por mucha gente como una planta «mágica», debido a que sus propiedades estimulantes la hacen una planta excepcional y de ahí se deriva su papel de ofrenda a la tierra como agradecimiento a los frutos obtenidos de ella, y también como elemento central en ceremonias tradicionales propiciatorias para obtener la buena voluntad de las fuerzas naturales en las actividades humanas (siembra, cosecha, crianza de animales, etc.). Otros de los usos rituales o místicos más difundidos son el soplar las hojas al viento ('soplar un kintu'), o dejarlas caer al azar, para leer la suerte, el destino, curar el «mal de amores», así como el ofrecerlas como tributo a los dioses y en lugares sagrados o Apus para congraciarse con las fuerzas de la naturaleza.
Como planta maestra utilizada en dietas amazónicas, la coca brinda al dietante balance y equilibrio, estimula la producción onírica, permite centrarse y alinearse en los niveles físico, mental y emocional.
Otro uso ritual es la lectura de hojas de coca: una forma de adivinación que utiliza las hojas de la planta de la coca. Es una práctica tradicional de los Andes del noroeste de Argentina, Bolivia y Perú. Es utilizada como una forma de diagnóstico en la medicina tradicional andina.

### Usos como saborizante
La empresa multinacional estadounidense The Coca-Cola Company es la única corporación en el mundo autorizada a importar, procesar y usar comercialmente hojas de coca para la elaboración de la bebida Coca-Cola. El artículo 27 de la Convención Única sobre Estupefacientes de 1961 fue desarrollado de manera ad hoc para tal fin. Las hojas de coca son adquiridas legalmente con permiso del Departamento de Justicia de los Estados Unidos a través de Empresa Nacional de la Coca en Perú.

## Referencias históricas

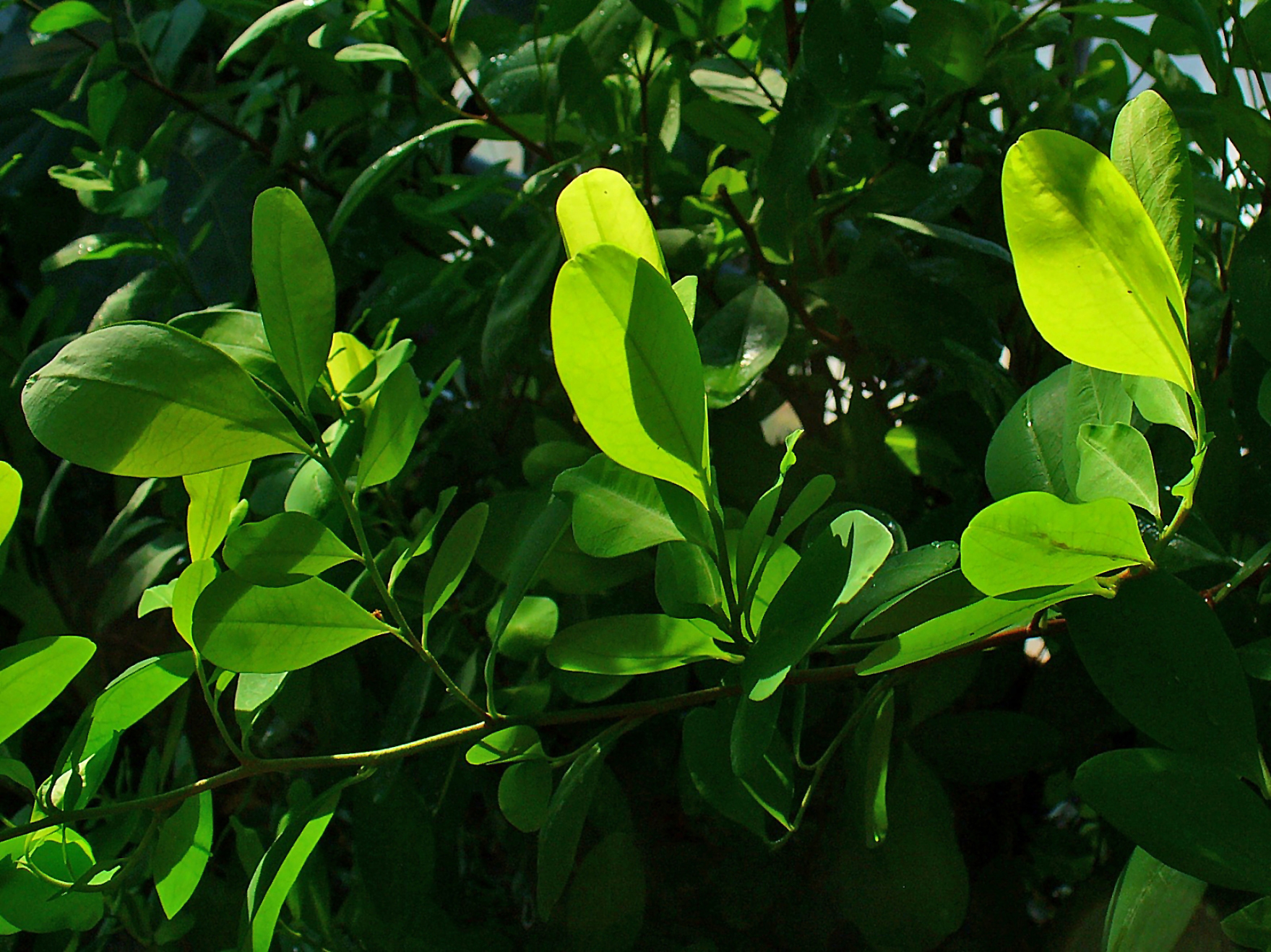
Hojas de coca.

### Las descripciones de los viajeros del siglo XIX

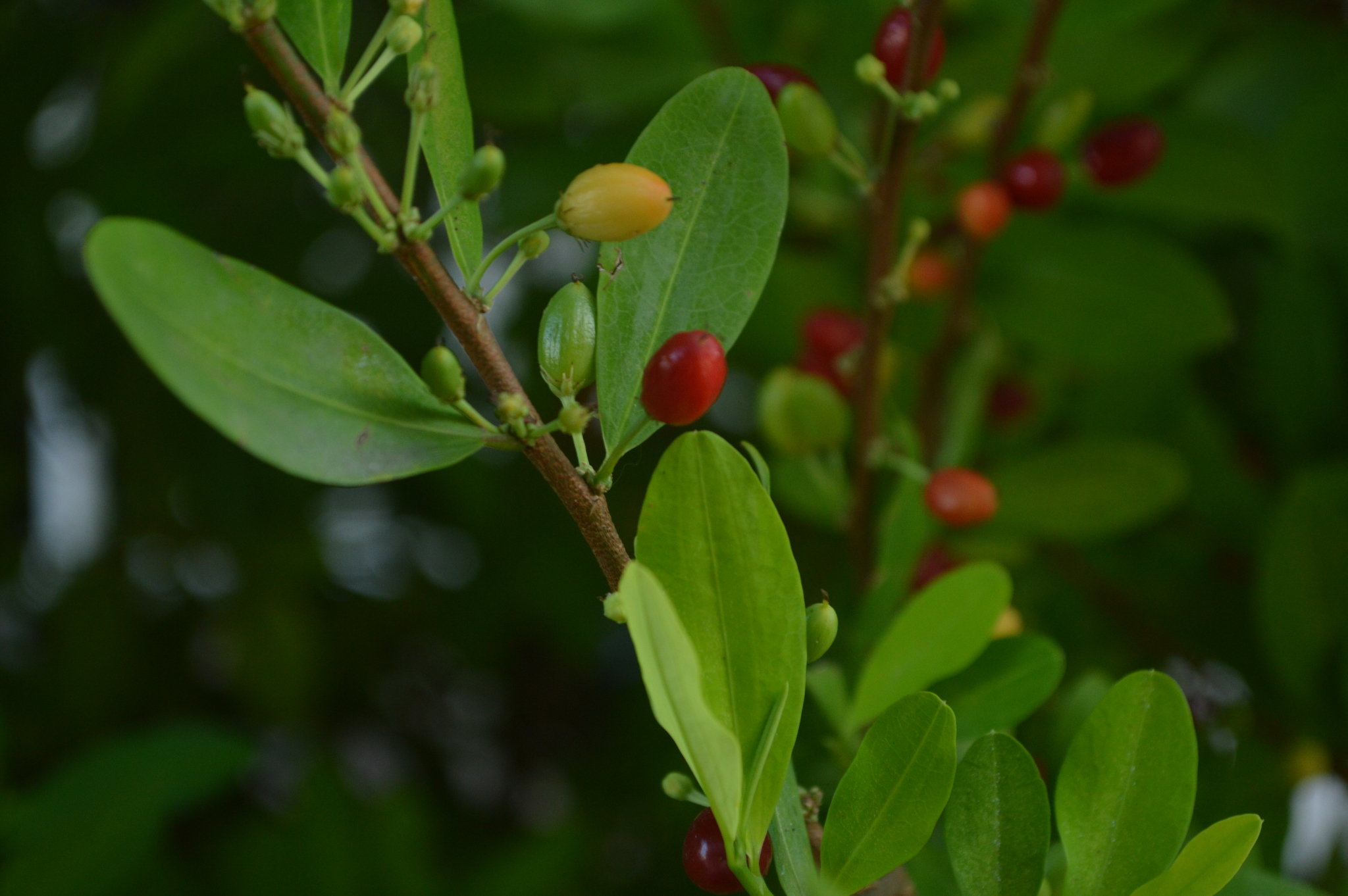
Hojas y frutos.